# Lissimas australis
Lissimas australis är en tvåvingeart som beskrevs av Ricardo 1915. Lissimas australis ingår i släktet Lissimas och familjen bromsar. Inga underarter finns listade i Catalogue of Life.